# Fangamadou
Fangamadou es una localidad de la prefectura de Guéckédou en la región de Nzérékoré, Guinea, con una población censada en marzo de 2014 de 24 516 habitantes.
Se encuentra ubicada al sur del país, cerca de la frontera con Liberia y Costa de Marfil.